# Гайна (племя)
Гайна́ (баш. ғәйнә, тат. гайнә) — угорское племя подвергшееся кипчакизации, участвовавшее в этногенезе башкир, а также казанских, в том числе пермских и муллинских татар. Сами гайнинцы считали своих предков «выходцами из булгар», которые переселились с «Мензелинских сторон», также сохранились предания о том, что гайнинцы пришли с Севера на оленях.

## Язык
Как пишет Д. Б. Рамазанова, потомки гайна-тарханцев, населяющие современную западную Башкирию говорят на татарском языке, считают его своим родным языком, в их языке отсутствуют специфичные черты башкирского языка.
Согласно Ф. Г. Хисамитдиновой, потомки башкир племени буляр, проживающие в западном и северном Башкортостане и прилегающих территориях, являются носителями северо-западного диалекта башкирского языка,  однако большинством исследователей, в том числе башкирскими, говоры данного диалекта относятся к казанскому диалекту татарского языка, и абсолютное большинство тюркоязычного населения территорий распространения данного диалекта в переписях указывают свой язык татарским, а не башкирским или одним из его диалектов.

## История
Гайнинцы происходят от родоплеменного объединения тархан Волжской Булгарии, что свидетельствует об их этнических контактах с дунайскими и волжскими булгарами, венграми и чувашами. Кузеев Р. Г. сопоставляет второе название гайнинцев тархан с древневенгерским племенем Тарьян. Д.М. Исхаков, рассматривает гайнинцев и тарханцев как два различных компонента, делая вывод о социальном характере термина тархан.
Гайнинцы покинули Волжскую Булгарию в конце XII века; в XII—XIII веках вошли в тесный контакт с племенами усерган, бурзян, тангаур. Часть гайнинцев осталась в Приуралье, другая часть мигрировала на север, вверх по течению Быстрого Таныпа и Буя, где оказалась в соседстве с племенем танып. Последний этап переселения гайнинцев на север связан с движением катайских групп и кыпчаков в XII—XIII веках. Этот период характеризуется кыпчакизацией всего племени.
Согласно историку и тюркологу Ахмет-Заки Валиди, большинство гайнинцев влились в татарский этнос.

## Территория расселения
В XIII—XIV вв. основная часть гайнинцев обитала в бассейне рек Тулвы и Сылвы. После подавления Крестьянской войны 1773—1775 гг. часть гайнинцев поселилась по рекам Бисерть, Сылва и Чусовая. В XVIII веке небольшая часть представителей племени переселилась в верховья реки Дёма.
Ныне на территориях расселения племени находятся Альшеевский, Аскинский и Татышлинский районы Башкортостана, Бардымский, Куединский и Пермский районы Пермского края.